# Кильдюшево (Чувашия)
Кильдюшево (чув. Çирĕклĕ Шăхаль) — деревня в Чувашии. Административный центр Кильдюшевского сельского поселения.

## География
Расстояние до Чебоксар 139 км, до райцентра 16 км. Расположена на берегах р. Ерыкла.

## История
Образована в конце 16 века выходцами из селений Шигали ныне Урмарский и Шимкусы ныне Янтиковский районов.
Исторические названия: Сирили Шигали, Сарали Шигали, Кильдишева.
Жители — чуваши, до 1724 ясачные, до 1866 государственные крестьяне; занимались земледелием, животноводством, промыслами: кузнечным, портняжным, производством изделий из лыка и мочала.
В 1920-е гг. функционировала школа 1-й ступени.
В 1931 образован колхоз «Красный часовой».
В составе Шигалеевской волости Свияжского уезда, Новошимкусской волости Тетюшского уезда в 17 век — 1920, Тетюшского кантона — 1920—1921, Батыревского уезда — 1921—1927, Малояльчиковского района — 1927—1935, Яльчикского — 1935—1962, с 1965, Батыревского — 1962—1965.

## Население
| 2010 | 2012 |
| ---- | ---- |
| 383  | ↗413 |

## Организации
Функционирует ООО «Эмметево» (2010). Имеются школа, дет. сад, офис врача общей практики, центр досуга, музей, библиотека, дом ветеранов, отделения связи и сбербанка, 2 магазина.